# Vincetoxicum formosanum
Vincetoxicum formosanum är en oleanderväxtart som först beskrevs av Maximowicz, och fick sitt nu gällande namn av Carl Ernst Otto Kuntze. Vincetoxicum formosanum ingår i släktet tulkörter, och familjen oleanderväxter. Inga underarter finns listade i Catalogue of Life.